# オプウォ
オプウォ（Opuwo）はナミビアの町である。クネネ州の州都である。

## 住民
- ヒンバ族
- ヘレロ（ヘレロ語）

## 交通

### 空港
- オプウォ空港（英語版）